# Selecció de futbol de Salomó
La selecció de futbol de Salomó és l'equip nacional de futbol de Salomó i és controlada per la Federació de Futbol de Salomó. La selecció salomonesa ha participat cinc cops en la Copa de Nacions de l'OFC, quedant segona el 2004. Als Jocs del Pacífic ha quedat segon en tres ocasions.

## Resultats

### Copa del Món
- 1930 a 1990 — No participà
- 1994 a 2014 — No es classificà
- 2018 —

### Copa de Nacions de l'OFC
- 1973 — No participà
- 1980 — Primera fase
- 1996 — Tercer lloc
- 1998 — No es classificà
- 2000 — Tercer lloc
- 2002 — Primera fase
- 2004 — Subcampió
- 2008 — No es classificà
- 2012 — Quart lloc
- 2016 —

### Jocs del Pacífic
- 1963 — Quart lloc
- 1966 — Primera fase
- 1969 — Primera fase
- 1971 — No participà
- 1975 — Tercer lloc
- 1979 — Tercer lloc
- 1983 — Primera fase
- 1987 — No participà
- 1991 — Subcampió
- 1995 — Subcampió
- 2003 — Primera fase
- 2007 — Quart lloc
- 2011 — Subcampió
- 2015 —

### Copa de Melanèsia
- 1988 — Subcampió
- 1989 — Tercer lloc
- 1990 — Quart lloc
- 1992 — Tercer lloc
- 1994 — Campió
- 1996 — Subcampió
- 1998 — Tercer lloc
- 2000 — Subcampió